# Де-Па
Де-Па (англ. Town of The Pas) — місто на півночі провінції Манітоба (Канада). Розташоване за 630 кілометрів на північний схід від Вінніпега, біля межі зі Саскачеваном.
Економіка Де-Па включає сільське господарство, лісове господарство, рибальство, туризм і транспорт. 

## Клімат
| Клімат Де-Па                | Клімат Де-Па | Клімат Де-Па | Клімат Де-Па | Клімат Де-Па | Клімат Де-Па | Клімат Де-Па | Клімат Де-Па | Клімат Де-Па | Клімат Де-Па | Клімат Де-Па | Клімат Де-Па | Клімат Де-Па | Клімат Де-Па |
| Показник                    | Січ.         | Лют.         | Бер.         | Квіт.        | Трав.        | Черв.        | Лип.         | Серп.        | Вер.         | Жовт.        | Лист.        | Груд.        | Рік          |
| Абсолютний максимум, °C     | 9,4          | 10,2         | 15,6         | 30,0         | 33,3         | 37,6         | 36,7         | 35,0         | 31,7         | 25,6         | 18,4         | 8,3          | 37,6         |
| Середній максимум, °C       | −14,3        | −10,3        | −2,6         | 7,2          | 14,8         | 20,8         | 23,7         | 22,5         | 15,7         | 7,2          | −3,8         | −12          | 5,7          |
| Середня температура, °C     | −19,1        | −15,9        | −8,6         | 1,3          | 8,5          | 14,9         | 18,1         | 16,9         | 10,6         | 3,1          | −7,4         | −16,4        | 0,5          |
| Середній мінімум, °C        | −23,9        | −21,3        | −14,5        | −4,6         | 2,2          | 9,0          | 12,4         | 11,3         | 5,6          | −1           | −11          | −20,8        | −4,7         |
| Абсолютний мінімум, °C      | −45          | −49,4        | −39,4        | −30          | −12,8        | −3,3         | 1,4          | −0,7         | −7,2         | −16,7        | −35,5        | −44,4        | −49,4        |
| Норма опадів, мм            | 16.8         | 13.4         | 17.8         | 23.9         | 40.1         | 66.3         | 68.8         | 66.5         | 57.3         | 38.5         | 20.9         | 19.7         | 449.9        |
| --------------------------- | ------------ | ------------ | ------------ | ------------ | ------------ | ------------ | ------------ | ------------ | ------------ | ------------ | ------------ | ------------ | ------------ |
| Джерело: Environment Canada |              |              |              |              |              |              |              |              |              |              |              |              |              |

| Канада | Це незавершена стаття з географії Канади. Ви можете допомогти проєкту, виправивши або дописавши її. |